# Kurisakia sinoplatycaryae
Kurisakia sinoplatycaryae är en insektsart. Kurisakia sinoplatycaryae ingår i släktet Kurisakia och familjen långrörsbladlöss. Inga underarter finns listade i Catalogue of Life.